# Jerusalema
Jerusalema ist ein Lied, das der südafrikanische Komponist und Produzent Master KG (mit bürgerlichem Namen Kgaogelo Moagi) 2019 mit seiner Schwester, der Sängerin Nomcebo Zikode aufgenommen hat. 2020 wurde der Song durch selbstaufgenommene Tanzvideos von Menschen aller Altersgruppen zu einem weltweiten viralen Hit.

## Geschichte
Moagi (geboren 1996) stammt aus einem Dorf in der südafrikanischen Provinz Limpopo. Dort fing er als Jugendlicher an, am Computer Musik zu produzieren. 2018 hatte er einen ersten Erfolg mit seiner Debütsingle Skeleton Move. Es folgten Konzerte in großen Arenen. 2019 fiel Moagi die Melodie zu Jerusalema ein: „Ich hatte diese wunderschöne Melodie gefunden und habe sie immer und immer wieder gespielt. Sie war spirituell, ich konnte nicht genug davon bekommen.“ Er nahm dann den Song, der von entspannten Afrobeats geprägt ist, mit Nomcebo Zikode auf. Der Text des Liedes ist auf Zulu, der meistgesprochenen der elf Amtssprachen Südafrikas. In dem Text wird Jerusalem als Ort der Sehnsucht und der Hoffnung besungen: „Jerusalem ist meine Heimat, bitte geh mit mir, bitte beschütze mich und lass mich nicht zurück.“ Mit dem Lied werde Gottes Schutz und Führung erbeten, sagte Moagi in einem Interview.

### Dance-Challenge
Der Videoclip zu einem Remix des Songs von Moagi feat. Burna Boy verbreitete sich online auch außerhalb Südafrikas. Nachdem die Tanzgruppe Fenómenos do Semba aus Angola ein Video dazu veröffentlicht hatte, begann ein Video-Boom, der das Lied weltweit bekannt machte. Während der gerade grassierenden Corona-Pandemie stellten immer mehr Gruppen und Organisationen ihre Aufnahmen unter #jerusalemadancechallenge ins Netz. Darunter waren nicht nur Privatpersonen und Vereine, sondern auch Schulen, Feuerwehren, Polizeieinheiten und Firmen bis zu ganzen Krankenhäusern mit teils aufwendigen Produktionen. Der Song hat zwar keine durch das Originalvideo vorgegebene Choreografie – in allen Videos sind eigene Tanzbewegungen zu sehen –, aber die häufigsten verwendeten Grundschritte sind: ein Fuß vor, viermal auf den Boden tippen, dann aufs andere Bein wechseln und mit dessen Fuß wieder viermal auf den Boden tippen.
Im Februar 2021 wurde bekannt, dass der Rechteinhaber Warner Music von teilnehmenden Organisationen nachträgliche Nutzungsgebühren in Höhe von bis zu 4000 Euro gefordert hatte. In diesen schwierigen Zeiten sei es wichtiger denn je, dass Künstler und Künstlerinnen für ihre Musik bezahlt würden, wenn sie von Dritten genutzt werde, um ihre Reputation zu steigern, begründete Warner die Forderung. In diesem Zusammenhang gab die Künstlerin Nomcebo Zikode in Interviews an, bis Juli 2021 noch immer keinen einzigen Cent an dem Lied verdient zu haben.
Jerusalema kam in zahlreichen Ländern auf Platz 1 der Charts, darunter Südafrika, Frankreich, Rumänien, Portugal und Italien.

## Kommerzieller Erfolg

### Chartplatzierungen
| ChartsChartplatzierungen     | Höchstplatzierung | Wochen |
| ---------------------------- | ----------------- | ------ |
| Deutschland (GfK)            | 3 (46 Wo.)        | 46     |
| Österreich (Ö3)              | 2 (42 Wo.)        | 42     |
| Schweiz (IFPI)               | 1 (81 Wo.)        | 81     |
| Vereinigtes Königreich (OCC) | 55 (12 Wo.)       | 12     |

| ChartsChartplatzierungen     | Höchstplatzierung | Wochen |
| ---------------------------- | ----------------- | ------ |
| Vereinigtes Königreich (OCC) | 55 (12 Wo.)       | 12     |

| ChartsJahrescharts (2020) | Platzierung |
| ------------------------- | ----------- |
| Deutschland (GfK)         | 49          |
| Österreich (Ö3)           | 37          |
| Schweiz (IFPI)            | 7           |

| ChartsJahrescharts (2021) | Platzierung |
| ------------------------- | ----------- |
| Deutschland (GfK)         | 34          |
| Österreich (Ö3)           | 33          |
| Schweiz (IFPI)            | 2           |

### Auszeichnungen für Musikverkäufe
| Land/Region                  | Auszeichnungen für Musikverkäufe (Land/Region, Auszeichnung, Verkäufe) | Verkäufe  |
| ---------------------------- | ---------------------------------------------------------------------- | --------- |
| Dänemark (IFPI)              | Gold                                                                   | 45.000    |
| Spanien (Promusicae)         | 2× Platin                                                              | 80.000    |
| Vereinigte Staaten (RIAA)    | Gold                                                                   | 500.000   |
| Vereinigtes Königreich (BPI) | Platin                                                                 | 600.000   |
| Insgesamt                    | 2× Gold · 3× Platin ·                                                  | 1.225.000 |

| Land/Region        | Auszeichnungen für Musikverkäufe (Land/Region, Auszeichnung, Verkäufe) | Verkäufe  |
| ------------------ | ---------------------------------------------------------------------- | --------- |
| Belgien (BRMA)     | 2× Platin                                                              | 80.000    |
| Deutschland (BVMI) | Platin                                                                 | 400.000   |
| Frankreich (SNEP)  | Diamant                                                                | 333.333   |
| Italien (FIMI)     | 4× Platin                                                              | 280.000   |
| Österreich (IFPI)  | Gold                                                                   | 15.000    |
| Portugal (AFP)     | 2× Platin                                                              | 20.000    |
| Insgesamt          | 1× Gold · 9× Platin · 1× Diamant ·                                     | 1.118.333 |